# Myia
Myia war eine Tochter des antiken griechischen Philosophen Pythagoras. In antiken Quellen wird sie als Pythagoreerin angeführt. Demnach lebte sie im späten 6. und vielleicht noch im frühen 5. Jahrhundert v. Chr. im damals griechisch besiedelten Süditalien.
Der Neuplatoniker Porphyrios erwähnt Myia als Tochter des Pythagoras und seiner Frau Theano. Porphyrios teilt mit, Myia habe pythagoreische Schriften verfasst. Diese Werke sind verloren. Erhalten ist nur ein sicher unechter Brief, den sie angeblich an eine Frau namens Phyllis richtete. Darin werden Ratschläge für den Umgang mit einem Kleinkind und für die richtige Auswahl einer Amme erteilt (ein in der hellenistischen und kaiserzeitlichen Literatur beliebtes Thema). In der Forschung gehen die Ansichten über die Datierung des Briefs weit auseinander; die Vermutungen schwanken zwischen der Zeit um 200 v. Chr. und dem späten 2. Jahrhundert n. Chr.
Porphyrios schreibt, die Tochter des Pythagoras habe in Kroton, wo ihr Vater lebte, erst unter den Mädchen und später unter den Frauen eine führende Rolle gespielt. Für diese Nachricht, die auch der spätantike Neuplatoniker Iamblichos von Chalkis mitteilt, beruft sich Porphyrios auf das Geschichtswerk des Timaios von Tauromenion, das nicht erhalten ist.
Iamblichos berichtet außerdem, die Tochter des Pythagoras habe einen „Menon von Kroton“ geheiratet. Wahrscheinlich liegt in der Textüberlieferung ein Schreibfehler vor, denn gemeint ist offenbar der berühmte Pythagoreer und Ringkämpfer Milon von Kroton, der mit seinen olympischen Siegen Aufsehen erregte. An einer anderen Stelle nennt Iamblichos eine Pythagoreerin namens Myia, die er dort aber nicht als Tochter des Pythagoras bezeichnet, als Frau Milons. Da Myia kein häufiger Name war, beziehen sich die beiden Stellen wohl auf dieselbe Person.
Lukian von Samosata bezeugt, dass Myias Name im 2. Jahrhundert ein Begriff war. Er erwähnt sie knapp und bemerkt dazu, dass er über sie viel mitzuteilen hätte, wenn ihre Geschichte nicht bereits allgemein bekannt wäre.
Der Kirchenschriftsteller Clemens von Alexandria nennt Myia unter den Philosophinnen in einem Kapitel seiner Stromateis, in dem er zeigen will, dass Frauen zur selben Vollkommenheit (teleiótēs) gelangen können wie Männer. In der Suda, einem byzantinischen Lexikon, wird Myia als Samierin bezeichnet. Diese Angabe hängt mit dem Umstand zusammen, dass die Heimat des Pythagoras die griechische Insel Samos war; er war nach Unteritalien ausgewandert.

## Ausgaben und Übersetzungen
- Alfons Städele: Die Briefe des Pythagoras und der Pythagoreer. Hain, Meisenheim am Glan 1980, ISBN 3-445-02128-7, S. 162–165 (kritische Edition und Übersetzung des unechten Briefs), S. 267–287 (Einleitung und Kommentar dazu).
- Kai Brodersen (Hrsg.): Theano: Briefe einer antiken Philosophin. Reclam, Stuttgart 2010, ISBN 978-3-15-018787-6  (unkritische Edition des Briefs [S. 110–113] sowie der Quellentexte zu Myia mit Übersetzung).